# Katedra Matki Bożej Arabskiej

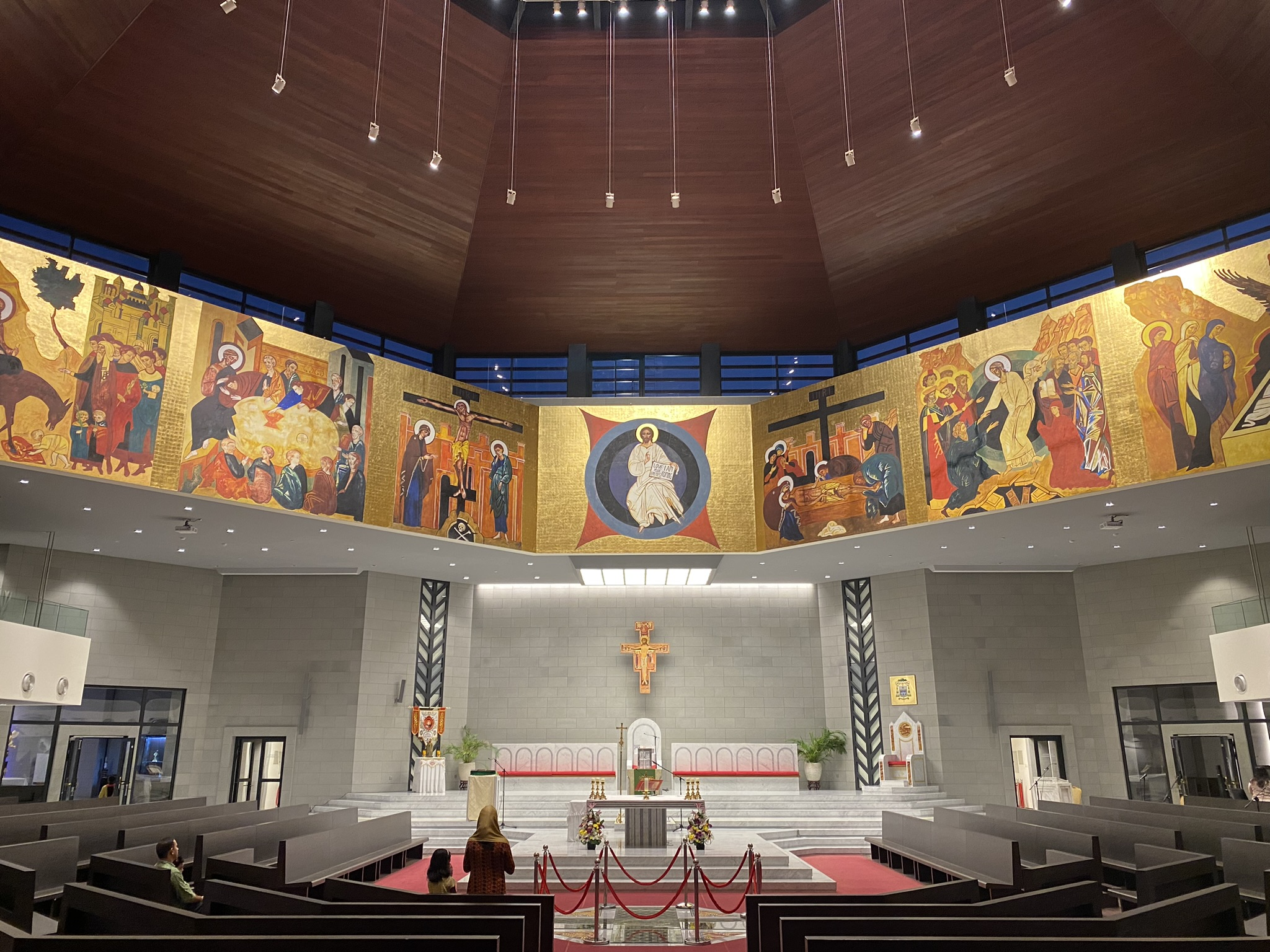
Wnętrze Katedry Matki Bożej Arabskiej

Katedra Matki Bożej Arabskiej – katolicki kościół, katedra Wikariatu apostolskiego Arabii Północnej, który obejmuje Bahrajn, Kuwejt, Katar i formalnie Arabię Saudyjską. Katedra zlokalizowana jest w Awali, ok. 20 km od Manamy stolicy Bahrajnu. Jest największą katedrą w regionie Zatoki Perskiej. Obejmuje swoim działaniem katolików w całym regionie Zatoki Perskiej, których populacja szacowana jest na 2,5 miliona osób. Kamień węgielny pod budowę obiektu położył 31 maja (lub 10 czerwca) 2014 wikariusz apostolski Arabii Północnej bp Camillo Ballin. Roboty budowlane rozpoczęto w 2018, a 10 grudnia 2021 konsekracji katedry dokonał prefekt Kongregacji ds. Ewangelizacji Narodów kard. Luis Antonio Tagle.
Katedra może pomieścić 2300 wiernych. Podczas największych świąt chrześcijańskie świątynie w Bahrajnie goszczą także katolików z Arabii Saudyjskiej, gdzie wszystkie inne religie poza islamem są zakazane.
4 listopada 2022, podczas pierwszej w historii podróży apostolskiej do Bahrajnu katedrę odwiedził papież Franciszek.

## Lokalizacja
Katedra Matki Bożej Arabskiej jest zlokalizowana w Awali, ok. 20 km od Manamy, stolicy Bahrajnu, na terenie o powierzchni około 8788 m². Działkę pod budowę kompleksu katedralnego podarował król Bahrajnu Hamad ibn Isa Al Chalifa w 2013. 19 maja 2014 król Hamad ibn Isa Al Chalifa spotkał się w Watykanie z papieżem Franciszkiem i przekazał mu w formie prezentu makietę planowanej katedry.

## Architektura
Obiekt zaprojektował zespół włoskich architektów: arch. Mattia Del Prete, arch. Cristiano Rosponi i inż. Giovanni De Maiteo.

### Zespół katedralny
Katedrze Matki Bożej Arabskiej towarzyszą obiekty użytkowe. Od strony północnej i wschodniej kompleks jest otoczony drogą asfaltową.

#### Dziedziniec
W obrębie zespołu istnieje otwarta przestrzeń, która może być wykorzystywana w czasie różnych uroczystości. Może pomieścić około 6000 osób.

#### Katedra
Bryła katedry, która jest budowlą centralną wzniesioną na rzucie ośmioboku, ma nawiązywać do Namiotu Spotkania na pustyni. Szare ściany głównej budowli są wykonane z włoskiego z piaskowca pietra serena. Tarasowy dach składa się z trzech kopuł, ułożonych jedna nad drugą. Dwie kopuły są ośmioboczne, a najwyższa czworoboczna. Dzięki świetlikom zlokalizowanym w konstrukcji dachu, do wnętrza katedry wpada naturalne światło dzienne. W opinii współtwórcy projektu Mattii Del Prete „najbardziej fundamentalnym aspektem całego projektu jest światło. O każdej porze dnia zmienia kolor i atmosferę”.
W narożnych przybudówkach katedry zlokalizowane są trzy kaplice: kaplica Matki Bożej Arabskiej (na 160 osób), kaplica Najświętszego Sakramentu (także na 160 osób) – do których możliwy jest także dostęp z zewnątrz – oraz kaplica konfesjonałów. W czwartym narożniku umieszczone są windy, które umożliwiają także komunikację z garażem podziemnym. W kaplicy Matki Bożej Arabskiej ulokowano rzeźbę patronki Wikariatu apostolskiego Arabii Północnej „Matki Bożej Arabskiej” zaprojektowaną przez włoskiego projektanta i architekta Mattię Del Prete i Cristiano Rosponi. Kobieca postać siedzi na tronie. Na głowie ma koronę cierniową, w prawej ręce trzyma małego Jezusa, a w lewej różaniec.
Ośmioboczne wnętrze ma nawiązywać do symboliki wczesnochrześcijańskiej, zgodnie z którą ósemka symbolizuje początek, zmartwychwstanie, zbawienie, obfitość i wieczność. Ojcowie Kościoła nazywali niedzielę „ósmym dniem”, a ośmioboczna forma ma przypominać o ośmiu osobach, ocalałych w arce Noego, co ma stanowić nawiązanie do chrztu. Ośmiokątny plan katedry rzutuje na rozmieszczenie ławek wokół ołtarza, które ma zbliżyć wiernych jako wspólnotę.
Przed ołtarzem znajduje się zagłębienie, w którym ulokowano zanurzeniową „schodkową” chrzcielnicę, z czterema biegami schodów prowadzącymi w dół do basenu chrzcielnicy. W czasie gdy chrzcielnica nie jest używana zostaje przykrywana szklaną przegrodą, po której można chodzić. W katedrze znajduje się także ozdoba w postaci siedmiu kryształowych kul, z których każda zawiera inskrypcje w języku angielskim i arabskim z mottem katedry: miłosierdzie (mercy), mądrość (wisdom), nadzieja (hope), miłość (love), wiara (faith), dobroczynność (charity), a na środkowej pokój (peace). Układ kul jest stylizowany na układ szklanych kloszy latarni w Watykanie.
Katedra może pomieścić 2300 wiernych.

##### Ikony
Na wewnętrznych płaszczyznach ośmiokątnej kopuły ulokowano Koronę misteryjną – zestaw 16 obrazów autorstwa hiszpańskiego artysty Kiko Argüello, przedstawiających sceny z życia Jezusa Chrystusa: Trójca Święta, Zwiastowanie, Narodzenie Jezusa Chrystusa, Chrzest Jezusa, Przemienienie, Wjazd do Jerozolimy, Ostatnia Wieczerza, Ukrzyżowanie, Złożenie Jezusa do grobu, Zstąpienie do piekła, Zmartwychwstanie, Objawienie się Apostołom, Wniebowstąpienie, Pięćdziesiątnica i Zaśnięcie Najświętszej Maryi Panny. Centralne miejsce zajmuje ikona Jezusa Pantokratora (Pana świata). Te wielkie ikony są wykonane z użyciem 24-karatowego złota.

#### Dom biskupi i centrum duszpasterskie
W obrębie zespołu katedralnego wybudowano także pięciokondygnacyjny, wielofunkcyjny budynek, w którym poszczególne piętra przeznaczone są na działalność wspólnoty parafialnej, mieszkanie i biura biskupa oraz księży odpowiedzialnych za katedrę. Na drugim i trzecim piętrze przewidziano część gościnną z 60 dwuosobowymi pokojami. Na piątej kondygnacji znajduje się rezydencja biskupa i jego najbliższych pomocników. Fasada budynku ma charakterystyczne, zaokrąglone łuki.